# Institut de recherche iranien pour les sciences de l'information et la technologie
 (avril 2025).
La mise en forme du texte ne suit pas les recommandations de Wikipédia : il faut le « wikifier ».
Les points d'amélioration suivants sont les cas les plus fréquents. Le détail des points à revoir est peut-être précisé sur la page de discussion.
- Les titres sont pré-formatés par le logiciel. Ils ne sont ni en capitales, ni en gras.
- Le texte ne doit pas être écrit en capitales (les noms de famille non plus), ni en gras, ni en italique, ni en « petit »…
- Le gras n'est utilisé que pour surligner le titre de l'article dans l'introduction, une seule fois.
- L'italique est rarement utilisé : mots en langue étrangère, titres d'œuvres, noms de bateaux, etc.
- Les citations ne sont pas en italique mais en corps de texte normal. Elles sont entourées par des guillemets français : « et ».
- Les listes à puces sont à éviter, des paragraphes rédigés étant largement préférés. Les tableaux sont à réserver à la présentation de données structurées (résultats, etc.).
- Les appels de note de bas de page (petits chiffres en exposant, introduits par l'outil «  Source ») sont à placer entre la fin de phrase et le point final[comme ça].
- Les liens internes (vers d'autres articles de Wikipédia) sont à choisir avec parcimonie. Créez des liens vers des articles approfondissant le sujet. Les termes génériques sans rapport avec le sujet sont à éviter, ainsi que les répétitions de liens vers un même terme.
- Les liens externes sont à placer uniquement dans une section « Liens externes », à la fin de l'article. Ces liens sont à choisir avec parcimonie suivant les règles définies. Si un lien sert de source à l'article, son insertion dans le texte est à faire par les notes de bas de page.
- La présentation des références doit suivre les conventions bibliographiques. Il est recommandé d'utiliser les modèles {{Ouvrage}}, {{Chapitre}}, {{Article}}, {{Lien web}} et/ou {{Bibliographie}}. Le mode d'édition visuel peut mettre en forme automatiquement les références.
- Insérer une infobox (cadre d'informations à droite) n'est pas obligatoire pour parachever la mise en page.

Pour une aide détaillée, merci de consulter Aide:Wikification.
Si vous pensez que ces points ont été résolus, vous pouvez retirer ce bandeau et améliorer la mise en forme d'un autre article.
L'Institut iranien des sciences et technologies de l'information (IRANDAC) a été créé le 1er octobre 1968 sous le nom de « Centre de documentation iranien » et porte ce nom depuis 2009.

## Missions
L'Institut de recherche iranien pour les sciences de l'information et la technologie (IranDoc) est un institut national affilié au Ministère des sciences, de la recherche et de la technologie (MSRT) en Iran.
Il a cinq missions principales : la recherche, la gestion de l'information scientifique et technique, l'éducation, la coopération scientifique et le soutien à l'élaboration des politiques scientifiques et technologiques. Fort de 50 ans d'expérience, IranDoc compte aujourd'hui plus de 100 experts, neuf groupes de recherche dans trois départements et trois laboratoires de recherche. Il a développé l'une des plus grandes bases de données scientifiques et techniques en persan en Iran, avec plus d'un million d'enregistrements. Cette base de données et de nombreux autres sites Web d'IranDoc comptent des milliers d'utilisateurs chaque jour. Sur la base de ces compétences uniques, IranDoc offre à la communauté une gamme de services basés sur la connaissance dans trois catégories : recherche et technologie, information et technologies de l'information, ainsi que conseil et gestion,.

## Président actuel
Le 4 septembre 1401, le ministre des Sciences, de la Recherche et de la Technologie, suite à une décision, a nommé le Dr Mohammad Hassanzadeh au poste de directeur de l'Institut iranien des sciences et technologies de l'information (IRANDAC).